# Это мы, Господи! (фильм)
«Это мы, Господи!..» — советский художественный фильм режиссёра Александра Итыгилова, снятый в 1990 году, и ставший последней работой режиссёра. Военная драма по повести Константина Воробьёва «Убиты под Москвой», повествующая о трагической судьбе курсантов и офицеров 10-й роты Московского Краснознаменного пехотного училища, которая была назначена в боевое охранение Отдельного курсантского полка, принимавшего участие в обороне Москвы осенью 1941 года на Волоколамском направлении. Фильм имеет подзаголовок «Ястребов».
В названии фильма использовано название другой повести Воробьёва, о пребывании главного героя в немецком плену. Концовка фильма также изменена — если в конце повести «Убиты под Москвой» лейтенант Ястребов остаётся единственным выжившим из своей роты и пытается достичь расположения советских войск, то в финале фильма Ястребова берут в плен немецкие танкисты.

## Сюжет
Поздняя осень 1941 года. Рота кремлёвских курсантов во главе с капитаном Рюминым направляется на фронт под Москвой. Один из курсантов — молодой лейтенант Ястребов, командир взвода. Курсанты занимают оборону и роют траншею. Без приказа они не имеют права отступать. Вскоре оказывается, что они занимают вовсе не четвёртую линию обороны, как считалось вначале: фронт прорван, немцы уже впереди в непосредственной близости. На позиции роты выходят из окружения бойцы разбитой советской дивизии.
Во время авианалёта гибнет несколько курсантов. Ополченцы, которые занимали соседние позиции, отступают. Капитан Рюмин понимает, что оставаться на месте нельзя: если немецкие танки обойдут роту с тыла, все погибнут. Он решает ночью провести атаку мотопехотного полка фашистов, стоящего в деревне за лесом, а оттуда идти дальше в сторону Клина, чтобы соединиться с советскими частями. Ночью курсанты проводят атаку. Она оказывается удачной, многие немцы убиты, остальные сбежали.
На рассвете рота выходит в лесок. Наступает день, который надо продержаться по возможности незаметно. Однако на деревьях уже нет листвы, роту замечает самолёт-разведчик, который сбрасывает листовки. Вскоре начинается танковая атака немцев. Почти вся рота гибнет. Ястребов ещё с одним бойцом укрываются в яме и ждут, когда танки пройдут. Дальше они идут через поле и встречают других выживших — Рюмина и двух бойцов. Возле скирд они останавливаются передохнуть. Ястребов отходит попросить у бойцов покурить и слышит выстрел — Рюмин, не сумевший сохранить роту, в отчаянии стреляет себе в сердце.
Бойцы роют могилу Рюмину. Когда тело Рюмина несут к могиле, появляются немецкие танки. Они расстреливают бойцов. Ястребов дотаскивает тело Рюмина до могилы и, обессилев, садится рядом. Немцы выходят из танков. Ястребов, единственный выживший из роты курсантов, попадает в плен.

## В ролях
- Алексей Шкатов — лейтенант Алексей Ястребов
- Владимир Ивашов — капитан Рюмин
- Лев Дуров — полковник
- Всеволод Шиловский — генерал-майор Переверзев
- Глеб Морозов — политрук Анисимов
- Игорь Ромащенко — курсант
- Олег Масленников — Будько
- Юрий Потапенко — Гуляев
- Михаил Барнич — Гвозденко
- Леонид Бакштаев — майор НКВД
- Валерий Легин — капитан

## Съёмочная группа
- Режиссёр: Александр Итыгилов
- Сценарий: Александр Итыгилов, Валерий Залотуха
- Операторы-постановщики: Александр Итыгилов, Сергей Рябец
- Художник-постановщик: Алексей Левченко
- Композитор: Владимир Дашкевич

В 1983 году о подвиге кремлёвских курсантов режиссёром Алексеем Салтыковым по повестям Воробьёва «Убиты под Москвой» и «Крик» был снят фильм «Экзамен на бессмертие».